# I-169 (tàu ngầm Nhật)
I-69, sau đổi tên thành I-169, là một tàu ngầm tuần dương  Lớp Kaidai thuộc phân lớp Kaidai VIa nhập biên chế cùng Hải quân Đế quốc Nhật Bản vào năm 1935. Nó đã phục vụ trong suốt Chiến tranh Thế giới thứ hai, thực hiện sáu chuyến tuần tra, hỗ trợ cho cuộc tấn công Trân Châu Cảng, tham gia Trận Midway, chiến dịch Guadalcanal và chiến dịch quần đảo Aleut cũng như trong việc phòng thủ quần đảo Gilbert. Trong khi né tránh một đợt không kích của máy bay Hoa Kỳ tại căn cứ Truk, nó đắm do gặp tai nạn trong khi lặn vào ngày 4 tháng 4, 1944.

## Thiết kế và chế tạo

### Thiết kế
Phân lớp tàu ngầm Kaidai VIa là phiên bản được cải tiến từ phân lớp Kaidai V với tốc độ đi nổi nhanh hơn và lặn sâu hơn. Chúng có trọng lượng choán nước 1.814 tấn (1.785 tấn Anh) khi nổi và 2.479 tấn (2.440 tấn Anh) khi lặn, lườn tàu có chiều dài 104,7 m (343 ft 6 in), mạn tàu rộng 8,2 m (26 ft 11 in) và mớn nước sâu 4,57 m (15 ft 0 in). Con tàu có thể lặn sâu 75 m (246 ft) và có một thủy thủ đoàn đầy đủ bao gồm 68 sĩ quan và thủy thủ.
Chiếc tàu ngầm trang bị hai động cơ diesel Kampon Mk.1A Model 8 hai thì công suất 4.500 mã lực phanh (3.356 kW), mỗi chiếc vận hành một trục chân vịt. Khi lặn, mỗi trục được vận hành bởi một động cơ điện 900 mã lực (671 kW). Con tàu có thể đạt tốc độ tối đa 23 hải lý trên giờ (43 km/h; 26 mph) khi nổi và 8 hải lý trên giờ (15 km/h; 9,2 mph)khi lặn. Khi Kaidai VIa di chuyển trên mặt nước nó đạt tầm xa hoạt động 14.000 hải lý (26.000 km; 16.000 mi) ở tốc độ 10 hải lý trên giờ (19 km/h; 12 mph), và có thể lặn xa 65 nmi (120 km; 75 mi) ở tốc độ 3 hải lý trên giờ (5,6 km/h; 3,5 mph).
Lớp Kaidai VIa có sáu ống phóng ngư lôi 53,3 cm (21,0 in), gồm bốn ống trước mũi và hai ống phía đuôi, và mang tổng cộng 14 ngư lôi. Vũ khi trên boong tàu bao gồm hải pháo 10 cm (3,9 in)/50 caliber lưỡng dụng (chống hạm và phòng không), cùng một súng máy 13,2 mm (0,52 in) phòng không.

### Chế tạo
Trong khuôn khổ Chương trình Vũ trang Hải quân Bổ sung thứ nhất năm 1931, I-69 được đặt lườn tại xưởng đóng tàu của hãng Mitsubishi ở Kobe vào ngày 22 tháng 12, 1931 và được hạ thủy vào ngày 15 tháng 2, 1934. Nó hoàn tất và nhập biên chế vào ngày 28 tháng 9, 1934.

## Lịch sử hoạt động

### 1934 - 1940
Vào ngày nhập biên chế, I-69 được điều về Quân khu Hải quân Kure, rồi gia nhập Đội tàu ngầm 12 vào ngày 8 tháng 10, 1935. Đơn vị này được điều động sang Hải đội Tàu ngầm 2 trực thuộc Đệ Nhị hạm đội, thuộc thành phần Hạm đội Liên hợp vào ngày 15 tháng 11, 1935. Vào ngày 13 tháng 4, 1936, cùng các tàu ngầm cùng Đội tàu ngầm 12: I-68 và I-70, I-69 khởi hành từ Fukuoka cho chuyến đi huấn luyện ngoài khơi Trung Quốc tại khu vực Thanh Đảo; và sau khi kết thúc đội đã quay trở về Sasebo vào ngày 22 tháng 4, 1936.
Ba chiếc tàu ngầm lại khởi hành từ Makō (nay là Mã Công) thuộc quần đảo Bành Hồ vào ngày 4 tháng 8, 1936 cho một chuyến đi huấn luyện ngoài khơi Hạ Môn, Trung Quốc, và quay trở về Makō vào ngày 6 tháng 9, 1936. I-69 được cho xuất biên chế và đưa về Hạm đội dự bị 3 tại Quân khu Hải quân Kure từ ngày 15 tháng 12, 1938, rồi phối thuộc trực tiếp cùng Quân khu Hải quân Kure từ ngày 1 tháng 5, 1939. Nó nhập biên chế trở lại vào khoảng ngày 1 tháng 9, 1939, và Đội tàu ngầm 12 được điều động sang Hải đội Tàu ngầm 3 trực thuộc Đệ Nhị hạm đội vào ngày 15 tháng 11, 1939.
I-69 khởi hành từ Okinawa vào ngày 27 tháng 3, 1940 để cùng I-68, I-70, và các tàu ngầm I-73 I-74 và I-75 tham gia chuyến đi huấn luyện tại vùng biển phía Nam Trung Quốc; và sau khi hoàn tất sáu chiếc tàu ngầm đã đi đến Takao (nay là Cao Hùng), Đài Loan vào ngày 2 tháng 4, 1940. Sau đó Hải đội Tàu ngầm 3 được điều động sang Đệ Lục hạm đội vào ngày 15 tháng 11, 1940.

### 1941
Vào ngày 12 tháng 5, 1941, mũi tàu của I-69 bị hư hại sau tai nạn va chạm với tàu ngầm chị em I-70 tại Yokosuka. Vào đầu tháng 11, Đội tàu ngầm 12, bao gồm I-69 và I-70 trong thành phần Hải đội Tàu ngầm 3, được phân về Lực lượng Viễn Chinh Tiền Phương của Đệ Lục hạm đội, rồi đến ngày 11 tháng 11, bên trên soái hạm Katori, Phó đô đốc Shimizu Mitsumi, Tư lệnh Đệ Lục hạm đội, công bố Kế hoạch Z, là kế hoạch tấn công căn cứ Trân Châu Cảng của Hải quân Hoa Kỳ, mở màn cho cuộc xung đột tại Thái Bình Dương. Khi lực lượng Hải quân Nhật Bản bắt đầu được huy động cho chiến dịch, I-69 khởi hành từ vịnh Saeki tại bờ biển Kyūshū vào ngày 11 tháng 11, cùng với các tàu ngầm I-8, I-68, I-70, I-71, I-72 và I-73 hướng sang Kwajalein thuộc quần đảo Marshall, đến nơi vào ngày 20 tháng 11.

#### Chuyến tuần tra thứ nhất - Tấn công Trân Châu Cảng
Chiếc tàu ngầm lại khởi hành từ Kwajalein ba ngày sau đó cho chuyến tuần tra đầu tiên, hướng sang khu vực quần đảo Hawaii. Lúc đang trên đường đi, vào ngày 2 tháng 12, nó nhận được thông điệp từ Hạm đội Liên hợp: "Leo núi Niitaka 1208" (tiếng Nhật: Niitakayama nobore 1208), là mật lệnh cho biết chiến sự với Khối Đồng Minh sẽ bắt đầu vào ngày 8 tháng 12 (theo giờ Nhật Bản, tức ngày 7 tháng 12 tại Hawaii bên kia đường đổi ngày). Vào đúng ngày 7 tháng 12, I-69 cùng các tàu ngầm khác thuộc Hải đội Tàu ngầm 3 được bố trí ở khoảng cách 25–50 nmi (46–93 km) về phía Nam Oahu, sẵn sàng tấn công mọi tàu bè tìm cách thoát khỏi Trân Châu Cảng. Nó chứng kiến một vụ nổ lớn bên trong cảng cùng rất nhiều vụ nổ khác. Đến chiều tối, nó phóng ngư lôi tấn công một tàu khu trục về phía Đông Nam Barbers Point, Oahu; tuy nhiên đối phương phát hiện quả ngư lôi nên cơ động né tránh được và phản công bằng mìn sâu.
Sang ngày hôm sau, I-68 cùng I-69 được lệnh thường trực ngoài khơi Trân Châu Cảng để ứng cứu các tàu ngầm bỏ túi tham gia cuộc tấn công; tuy nhiên không có chiếc tàu ngầm bỏ túi nào quay trở về. Đến ngày 9 tháng 12, nó tấn công một tàu chở hàng về phía Nam Oahu, nhưng không có kết quả, mà lại bị phản công bằng mìn sâu. Trong ngày đó con tàu bị vướng vào lưới chống tàu ngầm ngoài khơi Barbers Point, và tự thoát ra được vài giờ sau đó với kính tiềm vọng bị hư hại, và trồi lên mặt nước sau khi lặn suốt 39 giờ. Sau khi không còn hy vọng cứu vớt các đội bay bị bắn rơi, nó rời vùng biển Hawaii và về đến Kwajalein vào ngày 27 tháng 12.

### 1942

#### Chuyến tuần tra thứ hai
Khởi hành từ Kwajalein vào ngày 12 tháng 1, 1942 cho chuyến tuần tra thứ hai, I-69 hoạt động tại vùng biển chung quanh Midway với nhiệm vụ trinh sát hòn đảo này. Đi đến nơi vào ngày 21 tháng 1, nó trồi lên mặt biển lúc 18 giờ 05 phút ngày 8 tháng 2 ở khoảng cách 1.000 yd (910 m) để bắn phá trạm vô tuyến trên đảo Sand. Nó chỉ bắn được ba phát trước khi các khẩu đội pháo phòng thủ duyên hải 5 inch (127 mm) của Thủy quân Lục chiến bắn trả, buộc nó phải lặn xuống. Đến ngày 10 tháng 2, nó lại trồi lên mặt nước một lần nữa lúc 17 giờ 58 phút để bắn phá đảo Sand, nhưng hai máy bay tiêm kích F2A-3 Buffalo thuộc Liên đội VMF-221 đang bay tuần tra đã phát hiện chiếc tàu ngầm và tấn công, mỗi chiếc ném một quả bom xuống gần tàu rồi bắn phá bằng hỏa lực súng máy. I-69 chỉ kịp bắn hai phát đạn pháo 100 mm (3,9 in) trước khi buộc phải lặn xuống. Nó kết thúc chuyến tuần tra vào quay trở về Kwajalein vào ngày 17 tháng 2.

#### Chuyến tuần tra thứ ba
Vào ngày 18 tháng 2, I-69 rời Kwajalein cho chuyến tuần tra thứ ba hỗ trợ cho việc phòng thủ Rabaul trên đảo New Britain, sau khi Lực lượng Đặc nhiệm 11 của Hải quân Hoa Kỳ tiếp cận để không kích căn cứ này. Mất yếu tố bất ngờ, lực lượng Hoa Kỳ hủy bỏ kế hoạch tấn công và rút lui, nên I-69 chuyển hướng sang tuần tra khu vực phía Đông đảo Wake. Không tìm thấy mục tiêu nào phù hợp, chiếc tàu ngầm quay trở về Nhật Bản, về đến Kure, Hiroshima vào ngày 5 tháng 3, nơi nó được đại tu.

#### Chuyến tuần tra thứ tư
Sau khi hoàn tất việc đại tu, I-69 khởi hành từ Kure vào ngày 15 tháng 4 cho chuyến tuần tra thứ tư, tham gia vành đai tàu ngầm tuần tra tại khu vực phụ cận đảo Wake. Chuyến tuần tra này vẫn không mang lại kết quả, và chiếc tàu ngầm đi đến Kwajalein vào ngày 9 tháng 5. Tại đây vào ngày 20 tháng 5, nó được đổi tên thành I-169.

#### Chuyến tuần tra thứ năm - Trận Midway
I-169 rời Kwajalein vào ngày 24 tháng 5 cho chuyến tuần tra thứ tư, hỗ trợ cho Chiến dịch MI, là kế hoạch xâm chiếm đảo Midway. Trong thành phần Hải đội Tàu ngầm 3, vốn còn bao gồm các tàu ngầm I-168, I-171, I-174 và I-175, nó hoạt động trên một tuyến tuần tra tại Thái Bình Dương giữa 20°00′B 166°20′T / 20°B 166,333°T và 23°30′B 166°20′T / 23,5°B 166,333°T, với nhiệm vụ đánh chặn mọi lực lượng tăng viện từ Hawaii đến Midway. Trong Trận Midway diễn ra sau đó từ ngày 4 đến ngày 7 tháng 6, đồng đội của I-169 là I-168 đã phóng ngư lôi đánh chìm tàu sân bay USS Yorktown (CV-5), nhưng mọi tàu ngầm khác trên tuyến tuần tra đã không thể phát hiện đối phương, và phía Nhật Bản chịu một thất bại lớn với bốn tàu sân bay cùng một tàu tuần dương hạng nặng bị đánh chìm. I-169 kết thúc chuyến tuần tra khi về đến Kwajalein vào ngày 20 tháng 6.

#### Chuyến tuần tra thứ sáu
Trong chuyến tuần tra thứ sáu từ ngày 9 tháng 7 đến ngày 15 tháng 8, I-169 xuất phát từ Kwajalein với Tư lệnh Đội tàu ngầm 12 trên tàu, với nhiệm vụ trinh sát các khu vực New Caledonia và New Hebrides. Trong tháng 7, nó trinh sát vịnh Saint Vincent trên đảo New Caledonia; rồi đến ngày 25 tháng 7, tại vị trí 75 nmi (139 km) về phía Đông Nam Nouméa, New Caledonia, nó phóng ngư lôi đánh chìm tàu chở hàng Hà Lan Tjinegara (9.227 tấn), vốn đang hoạt động như một tàu chở quân cho Hoa Kỳ và đang trên đường từ Rockhampton, Queensland, Australia đến Nouméa. Tjinegara trúng nhiều quả ngư lôi và đắm tại tọa độ 23°18′N 165°25′Đ / 23,3°N 165,417°Đ. Trong các ngày 4 và 5 tháng 8, I-169 trinh sát Port Vila trên đảo Efate thuộc quần đảo New Hebrides; tuy nhiên nó buộc phải rời khỏi khu vực khi bị hai tàu khu trục đối phương truy đuổi, và kết thúc chuyến tuần tra tại căn cứ Truk.

#### Chiến dịch Guadalcanal
I-169 rời Truk vào ngày 17 tháng 8 để quay trở về Nhật Bản, về đến Kure vào ngày 24 tháng 8, rồi chuyển đến Sasebo vào ngày 2 tháng 9 để được đại tu. Sau khi hoàn tất, nó quay trở lại Truk, đến nơi vào ngày 18 tháng 9, rồi cùng Hải đội Tàu ngầm 3, vốn còn bao gồm các tàu ngầm I-8, I-168, I-171, I-172, I-174 và I-175 trong thành phần Đệ Lục hạm đội, tham gia Chiến dịch Guadalcanal. Vào ngày 16 tháng 11, Phó đô đốc Komatsu Teruhisa, Tư lệnh Đệ Lục hạm đội, truyền đạt mệnh lệnh từ Đô đốc Yamamoto Isoroku, Tổng tư lệnh Hạm đội Liên hợp, về việc tổ chức vận chuyển bằng tàu ngầm đạn dược và lương thực cho Tập đoàn quân 17 Lục quân đang chiến đấu tại Guadalcanal. Sau khi tham gia nhiệm vụ này, I-169 quay trở về Kure vào ngày 3 tháng 1, 1943.

### 1943

#### Chiến dịch quần đảo Aleut
I-169 rời Kure vào ngày 15 tháng 1, 1943 cho một chuyến đi vận chuyển tiếp liệu cho lực lượng đồn trú tại đảo Kiska thuộc quần đảo Aleut. Sau khi quay trở về Kure, nó được điều sang Đệ Ngũ hạm đội để tham gia Chiến dịch quần đảo Aleut. Nó rời Kure vào ngày 15 tháng 2 cho một chuyến đi khác sang Kiska, lần này vận chuyển binh lính cùng một tàu ngầm bỏ túi Type A Kō-hyōteki với ngư lôi đi kèm. Nó đi đến Kiska vào ngày 26 tháng 2, chất dỡ hàng hóa và bắt đầu hành trình quay trở về Kure vào ngày hôm sau. Trên đường đi nó bắt gặp một tàu tuần dương Hoa Kỳ được một tàu khu trục hộ tống và bị chiếc tàu khu trục tấn công bằng mìn sâu vào ngày 28 tháng 2.
Sau khi được tiếp nhiên liệu từ tàu tiếp dầu Teiyō Maru vào các ngày 20 và 21 tháng 3, I-169 khởi hành từ Paramushiro thuộc quần đảo Kuril vào ngày 22 tháng 3, để tuần tra tại khu vực 53°59′B 174°00′Đ / 53,983°B 174°Đ trong biển Bering. Không bắt gặp mục tiêu nào đáng kể, nó quay trở về Nhật Bản, đi đến Yokosuka vào ngày 9 tháng 4 để được đại tu. Trong tháng 4, nó được điều về Hải đội Tàu ngầm 1, vốn còn bao gồm các tàu ngầm I-2, I-7, I-31, I-34, I-35, I-168 và I-171 trong thành phần Đệ Ngũ hạm đội, với nhiệm vụ hỗ trợ tăng cường và tiếp liệu cho lực lượng Nhật Bản đồn trú tại quần đảo Aleut.
Trận Attu bắt đầu vào ngày 11 tháng 5, khi lực lượng Hoa Kỳ đổ bộ lên đảo Attu. Khi tình hình tại Attu xấu đi mười ngày sau đó, Đại bản doanh Nhật Bản quyết định cho triệt thoái lực lượng bị cô lập trên đảo Kiska. Vào ngày 24 tháng 5, I-169 xuất phát từ Yokosuka để hướng sang Kiska, vận chuyển 1.440 súng trường cùng đạn dược và hai tấn lương thực. Trên đường đi, nó tham gia cùng các tàu ngầm I-171 và I-175 để hình thành nên tuyến trinh sát tại khu vực phụ cận Attu. Trận chiến tại Attu kết thúc vào ngày 30 tháng 5, khi lực lượng Nhật Bản tại đây bị tiêu diệt. I-169 trinh sát vịnh Kuluk tại bờ biển Đông Bắc đảo Adak vào ngày 5 tháng 6, rồi đi đến Kiska bốn ngày sau đó, nơi nó chất dỡ hàng tiếp tế. Đón lên tàu 60 hành khách, nó rời Kiska vào ngày 10 tháng 6 để quay về quần đảo Kurile. Lúc đang trên đường đi trên mặt nước để nạp điện ắc-quy , nó đụng độ với một tàu khu trục đối phương, và sống sót qua đợt tấn công bằng hải pháo được dẫn đường bởi radar, rồi về đến Paramushiro vào ngày 14 tháng 6.
Trong các ngày 14 và 15 tháng 6, I-169 tiếp nhận hàng hóa từ tàu tiếp liệu tàu ngầm Heian Maru, và tiếp nhiên liệu từ chiếc Teiyō Maru. Nó khởi hành từ Paramushiro vào cuối tháng 6 cho một chuyến đi tiếp liệu khác sang Kiska, được tiếp nhiên liệu từ chiếc Teiyō Maru vào ngày 27 tháng 6. Nó cùng tàu ngầm I-21 được lệnh bắn phá căn cứ không quân trên đảo Amchitka vào ngày 17 tháng 7, nhưng mệnh lệnh bị hủy bỏ chín giờ sau đó. Đến ngày 22 tháng 7, nó dò được tín hiệu sonar của Đội đặc nhiệm 16.21 dưới quyền Chuẩn đô đốc Robert C. Giffen, và báo cáo tọa độ mục tiêu qua vô tuyến, được tàu ngầm I-2 bắt được. Tuy nhiên hoàn cảnh sương mù dày đặc đã ngăn trở I-169 không thể tấn công mục tiêu. Đến ngày 28 tháng 7, những binh lính Nhật Bản cuối cùng được rút khỏi Kiska, nhưng phía Đồng Minh không phát hiện ra việc triệt thoái, nên tung ra đợt tấn công toàn diện lên hòn đảo bị bỏ lại này vào ngày 15 tháng 8. I-169 đã về đến Kure trước đó vào ngày 10 tháng 8, nơi nó được đại tu.

#### Hoạt động từ căn cứ Truk
Sau khi hoàn tất việc đại tu, I-169 khởi hành từ Kure vào ngày 25 tháng 9 để hướng sang Truk, đến nơi vào ngày 3 tháng 10. Nó lên đường vào ngày 14 tháng 10, và được lệnh hợp cùng các tàu ngầm I-19, I-35 và I-175 để tấn công một đoàn tàu vận tải Đồng Minh đang hướng sang phía Tây, và bị tàu ngầm I-36 phát hiện tại vị trí về phía Nam quần đảo Hawaii.
Vào ngày 19 tháng 11, I-169 đang tuần tra tại Thái Bình Dương tại khu vực giữa Hawaii và quần đảo Marshall khi nó được lệnh cùng các tàu ngầm I-19, I-35, I-39 và I-175 hướng đến đảo san hô Tarawa thuộc quần đảo Gilbert, nơi một lực lượng khoảng 200 tàu chiến Đồng Minh đang tập trung. Vào ngày 20 tháng 11, lực lượng Đồng Minh đổ bộ lên các đảo Tarawa và Makin; lực lượng Nhật Bản trú đóng tại Tarawa bị tiêu diệt vào ngày 23 tháng 11, và tại Makin một ngày sau đó. Đến ngày 26 tháng 11, chiếc tàu ngầm được lệnh cùng các tàu ngầm I-19, I-40 và Ro-38 hình thành nên tuyến tuần tra về phía Bắc đảo Makin. Đang khi di chuyển trên mặt nước vào ngày 1 tháng 12, nó bị một máy bay tuần tra Hoa Kỳ phát hiện, nên phải lặn khẩn cấp để né tránh. Lúc đang lặn, nó dò được tín hiệu sonar một đoàn tàu vận tải Hoa Kỳ, nhưng không thể vượt qua các tàu hộ tống để tấn công. Con tàu quay trở về Truk vào ngày 9 tháng 12.

### 1944
Tại căn cứ Truk trong tháng 12, 1943 và tháng 1, 1944, I-169 được tiếp tế ngư lôi và tiếp liệu từ chiếc Heian Maru; và vào ngày 1 tháng 1, 1944, con tàu được điều sang Đội tàu ngầm 12 đặf căn cứ tại Truk, trong thành phần Hải đội Tàu ngầm 3 cùng với các chiếc I-171, I-174, I-175 và I-176. Nó khởi hành từ Truk vào ngày 27 tháng 1 để đi sang Rabaul, rồi xuất phát từ đây cho một chuyến đi tiếp liệu sang Buka và Buin thuộc Papua New Guinea vào ngày 27 tháng 1. Nó quay trở về Truk vào ngày 11 tháng 3. Chiếc tàu ngầm lại khởi hành từ Truk vào ngày 18 tháng 3, nhưng quay trở lại căn cứ vào ngày 22 tháng 3.

#### Bị mất
Vào ngày 4 tháng 4, I-169 neo đậu bên trong vũng biển Truk về phía Tây Bắc đảo Dublon để nhận tiếp liệu; hạm trưởng và khoảng 20 người khác đã rời tàu lên bờ. Báo động không kích vang lên lúc 09 giờ 00 (giờ Nhật Bản), và sĩ quan trực ra lệnh lặn khẩn cấp để né tránh đợt ném bom bởi máy bay tuần tra Hải quân Mỹ PB4Y-1 Liberator đang tiến đến Truk. Con tàu lặn xuống trong khi một số cửa nắp vẫn chưa đóng kín, khiến các khoang phía sau tàu ngập nước ngay lập tức. Nỗ lực cho nổi con tàu trở lại đã không thành công, và nó chìm xuống đáy vũng biển ở độ sâu 125 ft (38 m).
Sau khi I-169 chìm xuống nước, căn cứ đã không nhận biết chiếc tàu ngầm gặp nguy hiểm. Chỉ sau khi nó không nổi trở lại sau khi kết thúc đợt ném bom và các nỗ lực bắt liên lạc với con tàu thất bại, phát sinh lo ngại nó đã bị đắm. Thợ lặn phát hiện I-169 nằm dưới đáy vũng biển và liên lạc với những người kẹt lại bên trong tàu bằng cách gõ tín hiệu Morse lên thành tàu. Bộ chỉ huy Độ Lục hạm đội ra lệnh cứu những người sống sót vào ngày 5 tháng 4. Một tàu sửa chữa trang bị cần cẩu cùng chiếc tàu kéo Futagami đi đến hiện trường để tìm các nâng I-169 lên mặt nước. Họ gặp khó khăn khi xác định vị trí đắm, rồi khi nâng con tàu lên, dây cáp bị đứt do trọng lượng quá nặng của con tàu bị ngập nước.
Tiếng gõ bên trong tàu tắt dần ngoại trừ khoang phía đuôi tàu. Đội cứu hộ thả một ống hơi và khoan các lổ trên các thùng dằn của I-166, nhưng họ không thể ra hiệu cho những thủy thủ còn sống bên trong mở các van thùng dằn từ bên trong. Những người bên trong im lặng từ 23 giờ 00 ngày 5 tháng 4, và các đợt không kích xuống Truk tiếp tục ngăn trở việc cứu hộ trong đêm 5-6 tháng 4. Mọi người mắc kẹt bên trong tàu đều tử vong do ngạt khí.

### Diễn biến tiếp theo
Trong những tuần lễ tiếp theo, thợ lặn thu thập được 32 thi thể từ các khoang phía trước. Đến tháng 5, lo sợ Truk sẽ bị đối phương tấn công và chiếm đóng, Hải quân Nhật Bản đặt chất nổ chung quanh tàu để phá hủy tàu, nhằm ngăn không cho lọt vào tay lực lượng Đồng Minh. Chất nổ đã gây hư hại nặng cho phần mũi và tháp chỉ huy con tàu. Tuy nhiên phía Hoa Kỳ quyết định "nhảy cóc" bỏ qua Truk, nên căn cứ này vẫn thuộc quyền kiểm soát của Nhật Bản cho đến khi Thế Chiến II chấm dứt.
Tên nó được cho rút khỏi danh sách đăng bạ hải quân vào ngày 10 tháng 6, 1944.